# Quo vadis, Aida?
Quo Vadis, Aida? és una pel·lícula de 2020 dirigida, produïda i escrita per la cineasta bosniana Jasmila Žbanić. Aquesta coproducció internacional va comptar amb la participació de dotze companyies de vuit països diferents: Bòsnia i Herzegovina, Alemanya, França, Àustria, Polònia, Romania, Països Baixos i Noruega. L'estrena va tenir lloc el 3 de setembre de 2020 a la 77a Mostra Internacional de Cinema de Venècia, festival en el qual va competir pel Lleó d'Or. La pel·lícula també fou nominada als Premis Oscar de 2020 a la categoria de Millor pel·lícula de parla no anglesa. S'ha doblat i subtitulat al català.

## Argument
L'11 de juliol de 1995, la traductora de l'ONU Aida intenta salvar a la seva família després que l'exèrcit de la República Srpska s'hagi apoderat de la ciutat de Srebrenica, poc abans de la matança. La seva família es troba entre els milers de ciutadans que busquen refugi al campament de l'ONU. Com a coneixedora de l'estat de les negociacions degut a la seva professió, Aida té accés a informació crucial que necessita per a interpretar.

## Palmarès
| Premi                                                                 | Categoria                             | Resultat  |
| --------------------------------------------------------------------- | ------------------------------------- | --------- |
| 77a Mostra Internacional de Cinema de Venècia                         | Lleó d'Or                             | Nominat   |
| Festival Internacional de Cinema d'Antalya                            | Millor pel·lícula                     | Guanyador |
| Pel·lícula candidata de Bòsnia i Hercegovina als Premis Oscar de 2020 | millor pel·lícula internacional       | Guanyador |
| Premi BAFTA de 2021                                                   | Millor pel·lícula de parla no anglesa | Nominat   |
| Premi BAFTA de 2021                                                   | Millor direcció                       | Nominat   |
| Festival de Cinema d'El-Gouna                                         | Millor pel·lícula                     | Guanyador |
| Premis Independent Spirit                                             | Millor pel·lícula internacional       | Guanyador |
| LuxFilmFest 2021                                                      | Grand-Prix                            | Nominat   |
| Festival Internacional de Cinema de Rotterdam                         | Premi del públic                      | Guanyador |
| Premis Oscar de 2020                                                  | millor pel·lícula internacional       | Nominat   |
| Festival Internacional de Cinema de Sofia de 2021                     | Millor pel·lícula dels Balcans        | Guanyador |